# District de Lectoure
Le district de Lectoure est une ancienne division territoriale française du département du Gers de 1790 à 1795. Il est créé par le décret de l'Assemblée nationale du 28 janvier 1790.

## Composition
Il était composé des cantons de Lectoure, Fleurance, Lavit, Mauvesin, Miradoux, Monfort (créé après le 20 février 1791), Saint-Clar, Saint-Mézard (créé en 1791) et La Sauvetat (créé après le 20 février 1791) formant initialement 138 communes. Un état de 1792 indique que le district est composé de 107 communes à la suite du mouvement de réunion de communes de 1791.